# Deux poèmes opus 32 de Scriabine
Les Deux Poèmes op. 32 sont deux pièces pour piano du compositeur russe Alexandre Scriabine, écrites en 1903.

## Discographie
Beaucoup de pianistes ont enregistré les deux poèmes op. 32. Parmi eux, Alexander Melnikov, Vladimir Sofronitsky, Heinrich Neuhaus, Sviatoslav Richter (le premier seulement)... et le compositeur lui-même, Alexandre Scriabine.